# Nueva Vizcaya State University
Die Nueva Vizcaya State University befindet sich in der Provinz Nueva Vizcaya auf den Philippinen. Sie gilt als eine bedeutende Bildungseinrichtung in der Verwaltungsregion Cagayan Valley. Die Universität ist aufgeteilt in den Campus in der Quezon Street in der Gemeinde Bayombong und den Campus am Heroes Boulevard in Bambang. Der Campus in Bayombong hat eine Größe von 148,5 Hektar und liegt im Barangay Magsaysay, nahe dem Bangan Hill. Der Campus in Bambang hat eine Größe von 14,21 Hektar. An der Universität schrieben sich im zweiten Semester 2011 8.256 Studenten ein.

## Fakultäten
Die Nueva Vizcaya State University beherbergt zehn verschiedene Fakultäten, die in Hochschul- und Fachschulbereiche sowie die Berufsausbildung gegliedert sind. Zu diesen gehören Administration, Agriculture, Arts, Design & Architecture, Business, Computer Science & Mathematics, Education, Engineering & Industrial Technology, Medical & Healthcare, Science & Social Science und Tourism & Hotel Administration.

## Geschichte
Die Geschichte der Universität beginnt im Jahre 1916 als mit der Bayombong Rural School der Vorläufer der heutigen Bildungseinrichtung eröffnet wurde. Der Ausbau der Schule begann 1930 mit der Eröffnung des High-School-Bereiches. Nach dem Zweiten Weltkrieg wurden 1946 die Ausbildungsbereiche aufgeteilt und die Vorläufer der Nueva Vizcaya State Institute of Technology  und des Nueva Vizcaya State Polytechnic College gegründet. Der Campus in Bambang wurde als Southern Nueva Vizcaya Junior High School 1946 eröffnet. Beide hatten in den folgenden Jahren eine recht dynamische Entwicklung und die Ausbildungsprogramme wurden systematisch erweitert und mehrfach umbenannt. 1983 wurden beide Ausbildungseinrichtungen unter einer einheitlichen Verwaltung zusammengeführt. Am 20. März 2004 wurde mit Inkrafttreten des Republikgesetzes 9272, der Bildungseinrichtung der Status einer Universität verliehen. Ihren heutigen Namen erhielt die Nueva Vizcaya State University am 31. Mai 2005.